# Pendenza topografica
La pendenza è il grado di ripidità o di inclinazione di una strada o di un tratto di percorso. La pendenza di una strada è indicata dalla segnaletica verticale con cartelli di pericolo che indicano la pendenza con una percentuale. Il termine pendenza è un termine usato anche in geometria analitica.

## Pendenza puntuale

Rappresentazione di diverse pendenze e relative misurazioni in gradi sessadecimali

La pendenza {\displaystyle m} in un particolare punto di un tratto rettilineo di strada è definita matematicamente come la tangente dell'angolo {\displaystyle \theta } di inclinazione della stessa, cioè:
{\displaystyle m=\tan(\theta )}
La pendenza può essere espressa anche in termini percentuali, moltiplicando {\displaystyle \tan(\theta )} per 100:
{\displaystyle m\%=\tan(\theta )\times 100\%}
Per risalire al valore dell'angolo {\displaystyle \theta } a partire dal valore della pendenza {\displaystyle m}, è necessario applicare la funzione arcotangente, inversa della funzione tangente:
{\displaystyle \theta =\arctan(m)}
{\displaystyle \theta =\arctan \left({\frac {m\%}{100}}\right)}
Un valore maggiore della pendenza {\displaystyle m} corrisponde a una maggiore ripidità del tratto di strada, in particolare:
- un tratto orizzontale, di inclinazione {\displaystyle \theta =0^{\circ }}, ha una pendenza che vale {\displaystyle m=0\%}, dato che {\displaystyle \tan(0^{\circ })=0};
- un tratto di strada in salita che forma un angolo {\displaystyle \theta =45^{\circ }} con l'orizzontale ha una pendenza {\displaystyle m=100\%}, dato che {\displaystyle \tan(45^{\circ })=1};
- ad un tratto verticale con {\displaystyle \theta =90^{\circ }} non corrisponde una vera e propria pendenza, dato che la funzione tangente non esiste per l'angolo retto in corrispondenza del quale ha un asintoto verticale, cioè {\displaystyle \lim _{\theta \to (90^{\circ })^{-}}\tan(\theta )=+\infty }.

### Non linearità della pendenza
La definizione di pendenza come tangente trigonometrica di un angolo, implica che essa non è una funzione lineare, perciò ad essa non si applicano le regole delle trasformazioni lineari; infatti, una strada che ha una pendenza del 10% non ha un angolo associato che è un decimo dell'angolo associato ad una strada con pendenza del 100%, ma l'angolo di inclinazione del tratto al 10% è di 5,7°, mentre quello del tratto al 100% è di 45°.

## Pendenza media
La pendenza media {\displaystyle {\bar {m}}} di una strada è definita dal rapporto tra il dislivello {\displaystyle \Delta y} tra il punto di partenza e quello di arrivo e la distanza orizzontale {\displaystyle \Delta x}:
{\displaystyle {\bar {m}}={\frac {\Delta y}{\Delta x}}}
La distanza orizzontale {\displaystyle \Delta x} è la proiezione sull'orizzontale del percorso, non la distanza effettivamente percorsa {\displaystyle \Delta s}.
Il rapporto {\displaystyle {\bar {m}}} è coincidente alla tangente trigonometrica dell'angolo di incidenza {\displaystyle {\bar {\theta }}} medio sull'intero percorso, cioè considerando esclusivamente il punto di partenza e il punto di arrivo.
{\displaystyle {\bar {m}}=\tan({\bar {\theta }})}
La pendenza media espressa in percentuale {\displaystyle {\bar {m}}\%} si ottiene poi moltiplicando la pendenza media {\displaystyle {\bar {m}}} per 100:
{\displaystyle {\bar {m}}\%={\frac {\Delta y}{\Delta x}}\times 100\%}
Un valore maggiore della pendenza corrisponde a una maggiore ripidità del tratto di strada. Una strada che abbia il punto di partenza e di arrivo alla stessa altitudine ha una pendenza dello 0%; aver percorso una strada con una pendenza media del 100% significa essersi spostati complessivamente in orizzontale della stessa variazione di quota a cui si è giunti in verticale.
Per pendenze non molto elevate si può confondere {\displaystyle {\Delta y}/{\Delta x}} con il rapporto {\displaystyle {\Delta y}/{\Delta s}}, che è pari al seno dell'angolo medio, cioè {\displaystyle {\bar {m}}=\sin({\bar {\theta }})}, infatti, per piccoli angoli, il seno e la tangente sono approssimabili tra loro con un errore trascurabile; tale rapporto è di più facile misurazione in campo, dato che {\displaystyle \Delta s} si può ottenere direttamente con un contachilometri, mentre su di una mappa si misura più facilmente {\displaystyle \Delta x}.
Nella seguente tabella sono mostrati i valori della pendenza calcolati nei due modi e l'errore commesso nell'approssimare {\displaystyle {\Delta y}/{\Delta x}} a {\displaystyle {\Delta y}/{\Delta s}}
| {\displaystyle {\bar {\theta }}} | {\displaystyle {\Delta y}/{\Delta x}} | {\displaystyle {\Delta y}/{\Delta s}} | Errore commesso |
| -------------------------------- | ------------------------------------- | ------------------------------------- | --------------- |
| 0,57°                            | 1%                                    | 0,99995%                              | 0,005%          |
| 1,15°                            | 2%                                    | 1,9996%                               | 0,02%           |
| 1,72°                            | 3%                                    | 2,9987%                               | 0,043%          |
| 2,86°                            | 5%                                    | 4,9938%                               | 0,124%          |
| 4,57°                            | 8%                                    | 7,9938%                               | 0,124%          |
| 5,7°                             | 10%                                   | 9,950%                                | 0,5%            |
| 8,5°                             | 15%                                   | 14,83%                                | 1,13%           |
| 11,3°                            | 20%                                   | 19,61%                                | 1,95%           |
| 14,0°                            | 25%                                   | 24,25%                                | 3%              |
| 16,7°                            | 30%                                   | 28,7%                                 | 4,33%           |
| 21,8°                            | 40%                                   | 37,1%                                 | 7,25%           |
| 26,6°                            | 50%                                   | 44,7%                                 | 10,6%           |
| 45°                              | 100%                                  | 70,7%                                 | 29,3%           |
| 63,4°                            | 200%                                  | 89,4%                                 | 55,3%           |

Poiché le strade molto raramente presentano pendenze superiori al 20%, l'errore commesso nell'approssimare {\displaystyle {\Delta y}/{\Delta x}} a {\displaystyle {\Delta y}/{\Delta s}} è minore del 2% (e minore dello 0,5% per pendenze inferiori al 10%), quindi a livello pratico si può approssimare {\displaystyle {\Delta y}/{\Delta x}} a {\displaystyle {\Delta y}/{\Delta s}}.

## Valori notevoli

### Pendenze massime ammissibili stradali

Un segnale stradale con indicazione di pendenza 10%

La pendenza massima ammissibile per una strada, così come gli altri elementi geometrici (raggi delle curve, distanze di visibilità, ecc.),  è commisurata alla velocità di progetto, che costituisce un valore ideale corrispondente alla velocità più alta che può essere mantenuta con sicurezza, su un determinato tratto stradale, quando le condizioni meteorologiche, di traffico e di ambiente sono così favorevoli che la stessa velocità dei veicoli è limitata solo dalle caratteristiche geometriche della strada.
Per le strade di nuova costruzione le pendenze massime sono stabilite dal D.M. 5 novembre 2001 (Norme funzionali e geometriche per la costruzione delle strade), emanato dal Ministero delle Infrastrutture e dei Trasporti in attuazione dell'art. 13, comma 1, del decreto legislativo 30 aprile 1992, n. 285 (Nuovo codice della strada).
La tabella seguente mostra alcuni valori:
| Tipologia di connessione     | Velocità di progetto | Pendenza massima ammissibile |
| ---------------------------- | -------------------- | ---------------------------- |
| Strade primarie              | 90 km/h              | 6%                           |
| Strade urbane di scorrimento | 70 km/h              | 4-6%                         |
| Strade urbane di quartiere   | 50 km/h              | 5-7%                         |
| Strade locali                | 25 km/h              | 10%                          |

Prima dell'emanazione del D.M. 5 novembre 2001 non esistevano regole cogenti per la costruzione delle strade: ciò spiega perché è frequentissimo che le strade già esistenti alla data del 4 gennaio 2002 (pubblicazione del decreto in Gazzetta Ufficiale) riportino valori di pendenza anche di molto superiori rispetto a quelli stabiliti con il D.M. del 2001.

Sono note ad esempio le pendenze, spesso superiori al 20%, delle strade alpine sulle quali transita il Giro d'Italia, abitualmente aperte anche al traffico automobilistico, mentre altre strade come nel caso del muro di Sormano (strada chiusa al traffico a motore) si arriva a toccare il 27% di pendenza.
Differentemente per le aree privare, come le rampe di posteggi, queste pendenze possono arrivare anche al 20%
Questi limiti variano in base alla nazione e alla storia; da notare come la strada più ripida al mondo (Baldwin Street) raggiunga anche il 35% (19°) di pendenza e si trovi in Nuova Zelanda.

### Pendenze massime ferroviarie

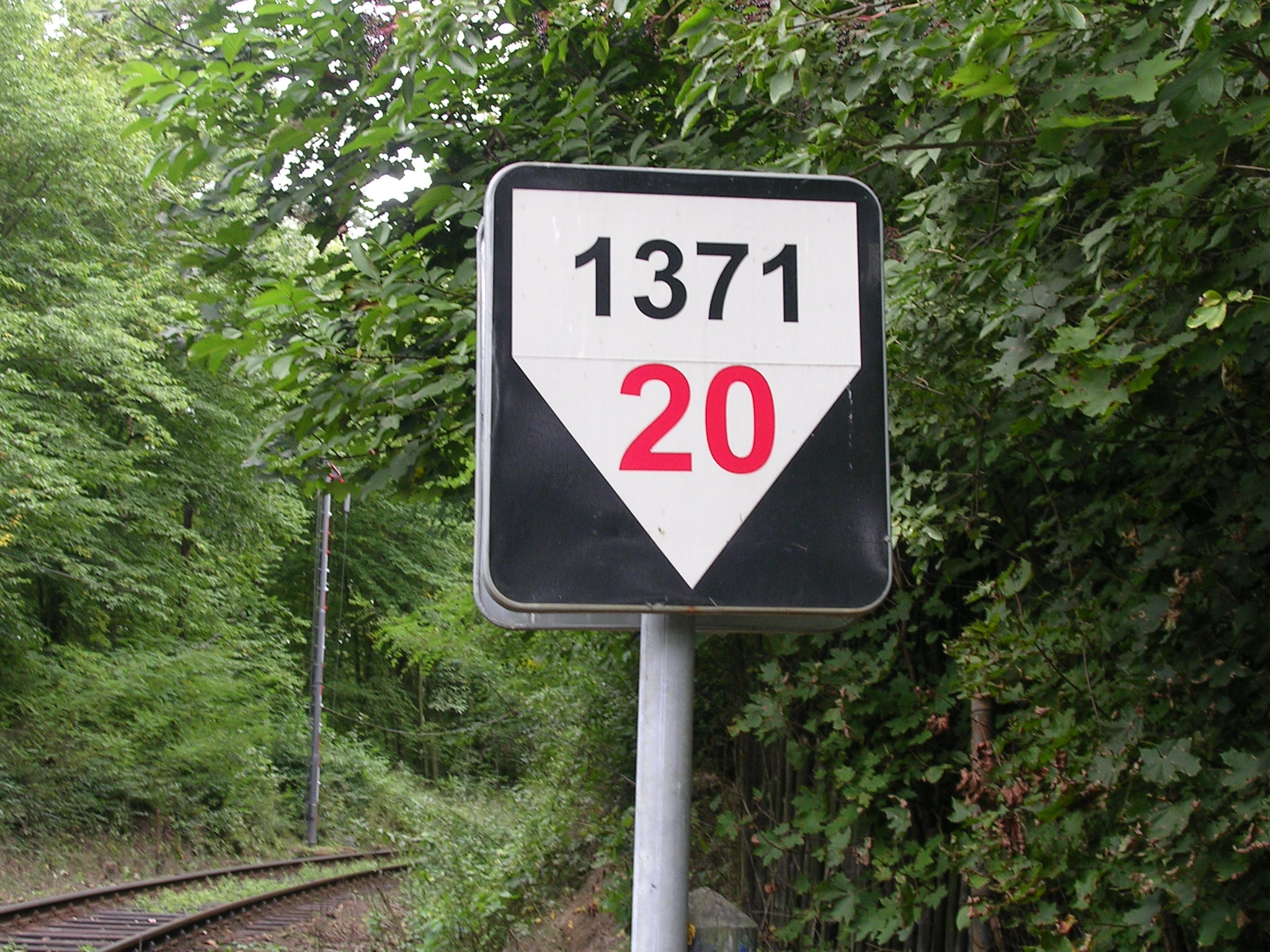
Un cartello ferroviario della Repubblica Ceca che segnala un tratto di 1371 metri con pendenza del 20‰ (in "per cento" equivale a 2%)

Le ferrovie hanno le pendenze espresse in "per mille" (‰): una pendenza dell'1‰ corrisponde ad 1 metro di dislivello che viene superato con inclinazione costante su una distanza – anche eventualmente con parti curve – di mille metri (i mille metri sono riferiti alla lunghezza della proiezione del tracciato sul piano orizzontale, non alla lunghezza del tracciato – dei binari – che sarà quindi di estensione superiore).
I limiti massimi – per le ferrovie ad aderenza naturale – variano in base alla loro tipologia; le linee principali e ad alto traffico arrivano a massimo 10-12‰, per le secondarie raramente si arriva al 35‰ ed oltre.
In Italia vi sono casi estremi che arrivano fino al 60‰, ma sono per lo più relativi a ferrovie dismesse (un raro esempio in funzione è il ramo Perugia Ponte San Giovanni-Perugia Sant'Anna della Ferrovia Centrale Umbra) o a scartamento ridotto (ad esempio la Ferrovia Domodossola-Locarno).
Riguardo al resto d'Europa, la linea ferroviaria ad aderenza naturale e scartamento normale più ripida è la ferrovia dell'Uetliberg, che arriva al 79‰.
Le ferrovie con aderenza a cremagliera raggiungono anche pendenze fino al 480‰.

### Pendenza massima per carrozzine
La pendenza massima di percorsi per carrozzine è dell'8%, pari a 4,57°.

### Pendenzeconsigliate[nonchiaro]per tetti a falda
Per i tetti a falda è consigliata una pendenza tra il 30% e il 40%, corrispondente a circa 16°-22°.

### Pendenza minima per il deflusso dell'acqua in fognatura
Nella pratica professionale, in prima istanza si ammette, per il deflusso dell'acqua nelle fognature e in generale nelle canalizzazioni ove è prevista la possibilità di depositi ed incrostazioni, una pendenza minima dello 0,2%, pari a poco meno di 0,115°, poiché tendenzialmente per valori inferiori l'acqua non defluisce abbastanza velocemente o non defluisce affatto.